# Liste der thailändischen Botschafter in Osttimor

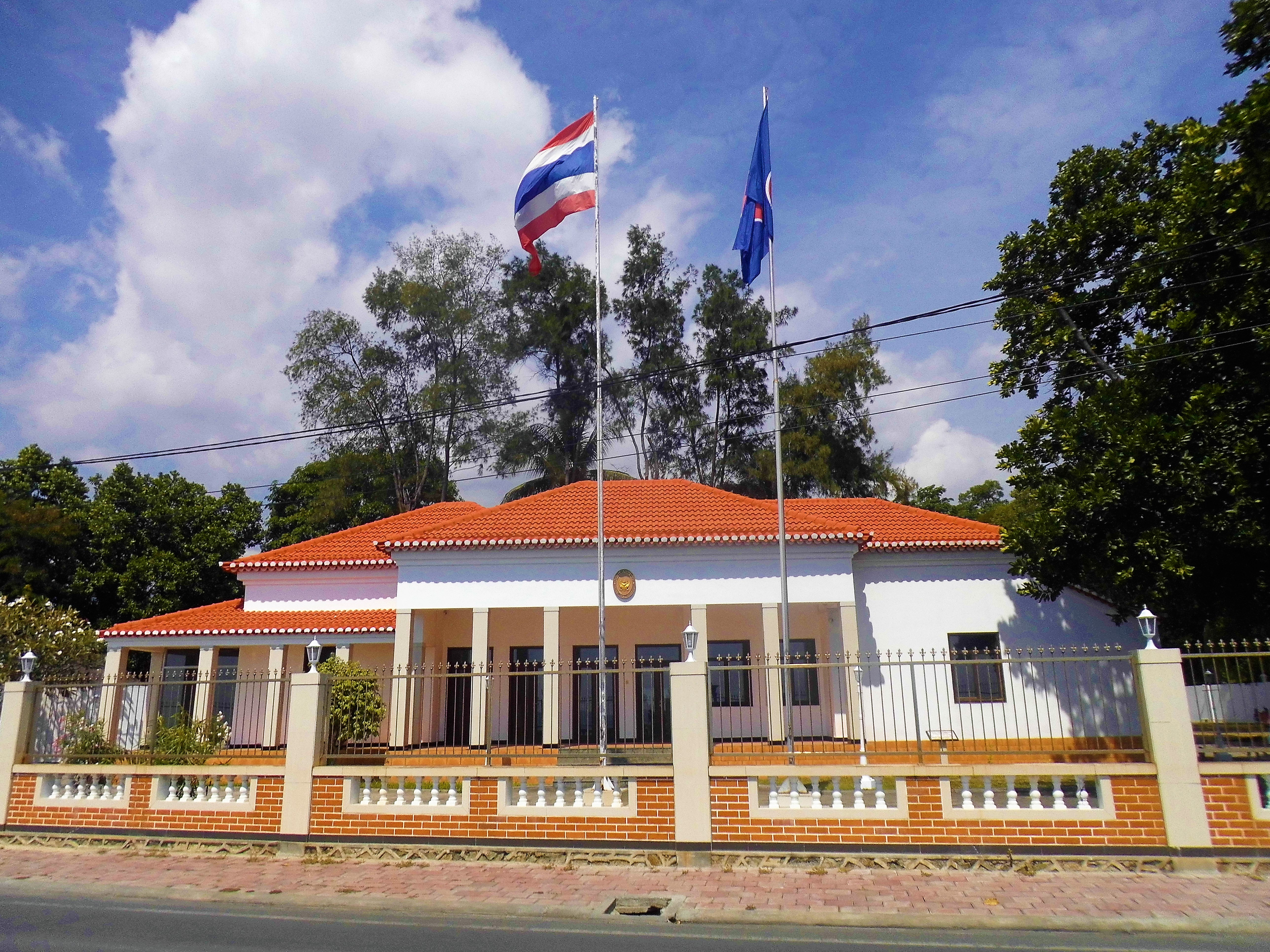
Thailändische Botschaft in Dili

Die Botschaft Thailands in Osttimor befindet sich in der Avenida de Motael, Motael, Dili.

## Hintergrund
Thailand ist Mitglied der ASEAN, der Osttimor beitreten möchte.
Das Königreich beteiligte sich mit Truppen und Kriegsschiffen an den Internationalen Streitkräften Osttimor (INTERFET) zur Bewältigung der Krise in Osttimor 1999. Mit 1600 Mann stellte Thailand nach Australien das zweitgrößte Kontingent. General Songkitti Jaggabatara war stellvertretender Kommandeur der INTERFET.

## Liste
| Foto                        | Name                                       | Amtszeit     | Bemerkungen                                      |
| --------------------------- | ------------------------------------------ | ------------ | ------------------------------------------------ |
|                             | Tawatchai Koopirom (Stand 5. Februar 2013) | um 2013/2014 | [ 4 ] [ 5 ]                                      |
| Buskorn Prugaspongse (2015) | Buskorn Prugaspongse                       | 2015–2016    | Akkreditierung: 17. Februar 2015                 |
| Patchanee Kithavorn (2016)  | Patchanee Kithavorn                        | 2016–2018    | Akkreditierung: 12. April 2016                   |
| Danai Karnpoj (2018)        | Danai Karnpoj                              | 2018–2020    | Akkreditierung: 21. Juni 2018                    |
|                             | Ekapol Poolpipat                           | 2021–2023    | designiert: 2020 Akkreditierung: 15. Januar 2021 |
|                             | Atipat Rojanapaibulya                      | seit 2024    | Akkreditierung: 6. März 2024                     |